# Petra Schneider
Pour les articles homonymes, voir Schneider.
Petra Schneider, née le 11 janvier 1963, est une nageuse de République démocratique allemande.
Cette ancienne nageuse allemande a fait partie à la fin des années 1970 et du début des années 1980 des Wundermädchen de la RDA qui dominèrent la natation mondiale. Cette domination était due au dopage, fait qui est maintenant prouvé depuis l'ouverture des dossiers du sport de l'ex-RDA. 
En décembre 2005, cette Allemande qui souffre de problèmes cardiaques dus aux effets du dopage, a fait la demande auprès de la fédération allemande de natation de rayer des tablettes le dernier record qu'elle possède encore, le record national du 400 mètres 4 nages en 4 min 36 s 10, car celui-ci a été établi grâce au dopage. Ce record qui a constitué le record du monde pendant 15 ans avait été établi en 1982 en finale des championnats du monde. Elle avait été également détentrice du record du monde du 200 mètres 4 nages. 

## Palmarès
- Jeux olympiques
  - Moscou 1980
    - Médaille d'or sur 400 m quatre nages
    - Médaille d'argent sur 400 m nage libre
- Championnats du monde
  - Guayaquil 1982
    - Médaille d'or sur 400 mètres 4 nages
    - Médaille d'or sur 200 mètres 4 nages
    - Médaille d'argent sur 400 m nage libre

  - Cali 1978
    - Médaille de bronze sur 200 mètres 4 nages
- Championnats d'Europe
  - Split 1981
    - Médaille d'or sur 400 m 4 nages
    - Médaille d'argent sur 200 m 4 nages

  - Rome 1983
    - Médaille d'argent sur 400 m 4 nages